# Влад Цепеш
Вижте пояснителната страница за други личности с името Влад Дракула.
Влад III Дракула, наричан и с прозвището Цепеш (на румънски: Țepeș – „кол“), е владетел на Влашко през годините 1448, 1456 – 1462 и 1476 г.
Свързаните с него легенди и суеверия стоят в основата на романа на Брам Стокър „Дракула“, който по отношение свидетелствата за набиването на кол на противниците на Влад, се позовава на „Записки на еничарина“ на Константин Михайлович.

## Име
Влад Цепеш е известен на широката публика като Дракула, което е свързано с факта, че баща му Влад II е член на Ордена на дракона, в който го посвещава император Сигизмунд Люксембургски. Самият Цепеш подписва две от писмата си с прякора „Dragulya“ или „Drakulya“ в края на 70-те години на XV в. Фактът, че едно от значенията на думата Dracul в съвременния румънски език е „дявол/сатана“, допринася за лошата слава на Цепеш.
В наши дни Влад Цепеш е станал популярен като вампир, но това се поставя под съмнение от хората, изучавали живота му. Преданията за вампиризма му водят началото си от романа на Брам Стокър „Дракула“, в който авторът събира цялата налична информация за вампирите от румънските народни поверия.
Като истински син на своето време и типичен средновековен владетел, Влад Цепеш се старае да вдъхва респект и страх. Много от постъпките му от днешна гледна точка изглеждат неразбираеми и ужасяващи, но дори и за онези времена очевидно съвсем не са обичайна практика сред европейските народи. Набиването на кол за пръв път е документирано по тези земи като практика, характерна за хуните, дошли през IV век.

## Ранни години
Влад III Цепеш е втори син от брака на Влад II Дракул и дъщерята на молдовския войвода Александру чел Бун, чието име не е установено със сигурност. Ражда се на 7 декември 1431 г. в къща в Шесбург (Сигишоара) – тогава унгарски град. Днес в Сигишоара се предлага на туристите да посетят дома, където се предполага, че се е родил Влад III и който днес е музей на средновековните оръжия и различни вещи, свързани с Влад, но няма източници, които достоверно да посочват именно тази къща като негово родно място. Множество градове, местности са погрешно свързвани с името на Влад Цепеш. Типичен пример е и замъкът Бран, намиращ се близо до град Брашов (Румъния). Няма нито един източник обаче, който да указва, че Дракула е роден там, че е живял там или, че е бил владетел на крепостта Бран.

## Владетел наВлашко
През август 1442 г. баща му Влад II Дракул е задържан от Мурад II в Галиполи като пленник поради съмненията на султана в неговата лоялност. Възползвайки се от това Янош Хуняди разбива привържениците на Дракул и поставя за кратко на трона Басараб II. Още на следващата година Влад II Дракул си връща трона, подкрепен от войските на Мурад. В замяна на османската помощ се задължава да плаща ежегоден данък, а също така да изпрати двама от синовете си (Влад Цепеш и Раду III) като заложници при османците. Влад Цепеш остава в Османската империя до 1448 г., а брат му – до 1462 г. Турците освобождават Влад, след като го уведомяват за убийството на баща му от подстрекаваните от Хуняди влашки боляри през 1447 г. в блатата край Илфов. Убит е и по-големият му брат Мирчо II – ослепен и погребан жив в Търговище.
На 17-годишна възраст Влад Цепеш, подкрепян от турска конница и войските на Мустафа Хасан паша, прави първите си стъпки към влашкия трон. Два месеца по-късно обаче е победен на бойното поле от убиеца на баща му Владислав II. Едва на 20 август 1456 г. той успява да победи и убие смъртния си враг. Тогава започва и най-дългият период от царуването му – 6 години, през които той успява да извърши множество противоречиви дела, създали му страшната репутация.
Първата важна стъпка, която предприема, е да отмъсти на търговищките боляри за смъртта на баща си и брат си Мирчо. На Велика неделя (Великденските празници) през 1459 г. той арестува всички нелоялни болярски семейства. Най-възрастните боляри са набучени на кол, а останалите – принудени да изминат пеш пътя от около 80 километра от столицата до гр. Поанари  Оцелелите от този поход са накарани да работят на строежа на крепост до р. Арджеш. Имуществото им е раздадено на народа, а избитите и прогонени боляри са заменени с други (имали дотогава среден или нисък ранг), като така Влад създава нова аристокрация и собствено лоби в столицата.
Влад Цепеш е прочут с бруталните наказания, които налага. Според свидетелства на сасите от Трансилвания, често се случва той да нареди хора да бъдат драни живи, варени, пържени, обезглавявани, ослепявани, изгаряни, набождани с пирони, погребвани живи, жигосвани и т.н. Харесвало му да реже носовете, ушите, гениталиите или езиците на жертвите си. Любимото му наказание обаче е набиването на кол, откъдето идва и прякорът му – Влад „Набивачът на кол“ (Цепеш). Самото наказание се състои в следното: слугите на Дракула промушвали кол през гениталиите на наказания, докато колът се покажел през устата. Промушвачите били толкова добре обучени, че знаели точния начин, по който да извършат коварното убийство и с това да не убият човека, а да го оставят жив, за да се мъчи. Такива наказания Цепеш налага на трансилванските търговци през 1457, 1459 и 1460 г., защото нарушават издадените от него търговски закони, с които той цели да наложи протекционистични мерки за влашките търговци. Вероятно допълнителен мотив за суровите действия на Влад срещу трансилванските търговци е фактът, че обичайната практика по това време е претендентите за трона на Влашко да изчакват подходящия момент за действие именно в Трансилвания, а по този начин Влад успява да ги сплаши и да се справи поне с част от тях.

## Войната с турците
В началото на 1462 г. Влад започва кампания срещу османците на юг от Дунав, опустошавайки цяла Мизия (от Видин до Черноморието) и избивайки над 23 884 турци и българи.
Двама султански пратеници отказват да свалят в знак на уважение към него чалмите си. Влад решава, че няма против те да останат с чалми на главите, но заповядва чалмите да бъдат заковани с пирони към главите им. Заедно с това отказва да плаща данък на султан Мехмед II.
Ответната мярка на султана е масирана атака срещу Влашко. Армията, с която турците навлизат на север от Дунав, е над 150 000 души, и трикратно превъзхожда силите на Влад Цепеш, който за момента не разполага със съюзници. Влашкият владетел се оттегля в Търговище, като предварително опожарява селата по пътя на турците и отравя кладенците, за да ги остави без храна и вода. Когато турската армия доближава влашката столица, пред нея се разкрива ужасяваща гледка – над 20 000 турски пленници набити на кол – по-късно тази невероятна сцена получава прозвището „Гората на коловете“. Тактиката на терор и ужас дава резултат – турската армия се оттегля (може би е интересно да се отбележи, че Виктор Юго също описва този инцидент в „Legende des Siècles“).
След като се оттегля от Влахия, Мехмед II освобождава по-малкия брат на Влад Цепеш и го поставя начело на значителни турски военни сили, за да завземе трона. Раду успява да прогони брат си чак до замъка Поенари, на река Арджеш.
Според легендата, именно тогава съпругата на Влад се самоубива, скачайки от висока скала, за да избегне турския плен (сцена, разработена от Франсис Форд Копола във филма „Дракула“). Влад успява да се измъкне от обсадата, използвайки таен проход и достига до Трансилвания, където се среща с краля на Унгария, Матияш Корвин. Корвин обаче не вярва на Влад Цепеш и вместо да му помогне, го хвърля в тъмница в столицата на Унгария Вишеград. През следващите 13 години между 1462 и 1475 г. липсват исторически сведения за съдбата на Цепеш, но това е именно периодът, в който той е затворник в Унгария.
Влад е признат за трети път за владетел на Влашко през 1475 г., но се радва на властта за много кратко време. Загива в края на декември 1476 г. в битка с Басараб III Стария. Според Леонардо Бота, посланик на Милано в Османската империя, тялото му е нарязано на парчета. Главата на Цепеш е изпратена на султана, който я набива на кол като доказателство за триумфа си над Влад – „Набивача на кол“.

## Гробът на Влад Цепеш
Не е известно къде е погребан Дракула. Монасите в Снагов записват, че останките му се намират в подножието на олтара на църквата, но при отварянето на гроба през 1933 г. там не е намерено тяло. Последните изследвания на гробницата в манастира Снагов доказват, че в гроба има само няколко конски кости, датирани към неолита, а не човешки останки. Няколко години по-късно, в задната част на църквата, зад един голям каменен блок, е открит обезглавен скелет. Костите му са обвити в изгнили парцали, но учените установяват, че те са остатъци от богато облекло, освен това ковчегът съдържа и няколко предмета, характерни за владетел. Не е установено с точност чии са тези останки. Но изследователи като Константин Резачевичи опровергават легендата, че Влад може да е погребан в Снагов. Историкът смята, че този мит е измислен от самите монаси чак след 1855 г. и манастирът не е свързан с Влад, сочен за негов основател – в действителност Резачевичи доказва, че там е съществувала църква поне столетие преди управлението на Цепеш още от времето на Владислав I (1364 – 1377). Обезглавеният скелет е възможно да е на някой от многобройните затворници в Снагов, тъй като манастирът е служил за тъмница дълго време и там задържаните са подлагани на жестоки мъчения.
Константин Резачевичи поддържа тезата, че Дракула е погребан в манастира Комана, който се намира в района на последната му битка. При това за Комана вече няма никакво съмнение, че е съграден по заповед на Цепеш, освен това е логично тялото му да е намерило именно там вечен покой вместо да бъде пренасяно до много по-далечния Снагов. При археологически разкопки през 1970-те години в манастира Комана също е открито обезглавено тяло.

## Семейство
Първата съпруга на Влад Цепеш според историка Александру Симон е незаконородена дъщеря на Янош Хуняди. Втората му жена Илона Жилегай е сестра на Матияш Корвин. Третият му брак е с Илона Нелипич.
Относно последователността на раждане на синовете му има известни противоречия сред изследователите. Според една от хипотезите от първия си брак той има двама сина – Раду и Влад или Мирчо, който изглежда се установява в Молдова и около 1481 г. неуспешно се опитва да заеме влашкия престол. От втория си брак има още двама сина – Михаил и Михня I Реу, владетел на Влашко между 1508 и 1509 г. Цепеш има и трети брак с дъщеря Залезка (Желязка?).

## Анекдоти за Влад Цепеш
- Съществуват множество анекдоти за жизнената философия на Влад III Цепеш. Влад бил известен с твърдата си привързаност към честността и реда. Почти всяко нарушение – от лъжата и кражбата, та до убийството, можело да бъдат последвани от набиване на кол. Разказва се, че убеден в ефикасността на законите си, Влад III разпоредил на чешмата на централния площад в Търговище да бъде сложена златна купа, за да я ползват жадните пътници. Според исторически източници, по време на цялото му царуване купата останала там и не била открадната нито веднъж (но останала почти неизползвана).

- Друг анекдот разказва, че Влад искал всички власи да се трудят, а на просяците и бедните гледал като на крадци и разбойници. Затова, един ден всички бедняци, просяци и болни били поканени в замъка му в Търговище на прием. След като ги нахранил и напоил ги попитал, дали искат повече никога да не бъдат бедни. След като получил положителен отговор, заповядал залата да бъде заключена и подпалена. Никой не оцелял.

- Разказва се също, че двама калугери посетили Влад в замъка му. Калугерите знаели за лошата слава на Влад и когато той ги попитал за мнението им за управлението му, всеки отговорил по своему – първият казал, че може и да е лош, но е принц. Вторият открито осъдил методите му за наказание. Различните източници са на различно мнение кой от двамата бил набит на кол, но така или иначе, само един от двамата си тръгнал по живо, по здраво.

- Според други източници, Влад поканил болярите си на пиршество и богато ги угостил с вино. Целял да ги напие и да разбере както мнението им за себе си, така и за тяхната подкупност и прегрешения. В края на пиршеството арестувал и набил на кол както обвинителите, така и обвиняваните.

- Друга легенда за Влад Цепеш е, че двама турци отишли при владетеля на Влахия. Когато те не си свалили чалмите от главите, Влад Цепеш се ядосал и наредил да набият чалмите им с пирони на главите, „щом толкова ги обичат“.
- Оттогава румънците, когато реагират на извънредна корупция, изнудване или несправедливост използват поговорката „Къде си, Цепеш, господарю?!“, призовавайки го да накаже жестоко виновния.